# Музей истории донецкой милиции
Музе́й исто́рии доне́цкой мили́ции (укр. Музей історії донецької міліції) — музей, основанный в 1974 году в Донецке, Украина.

## История
Музей создан в 1974 году.
20 декабря 2007 года открыт второй зал.
С 2011 года входит в список из 50-и культурных объектов Донецкой области.
24 декабря 2011 года в честь 20-летия украинской милиции открыт третий зал. Зал открыли генерал-лейтенант Владимир Малышев и полковник милиции Виктор Дубовик.

## Экспозиция
Экспозиция собрана, благодаря работникам милиции и местным жителям.
Среди экспонатов есть плакаты с лозунгами, копия собаки из Донского сыска.
На стенах музея истории донецкой милиции висят экспонаты, показывающие превращение из царской полиции в советскую милицию.
В музее 3 зала:
- Первый — посвящён работе милиции во время Великой Отечественной войны[4]. Среди экспонатов хранятся награды, документы и оружие[4].
- Второй — посвящён работе милиции после окончания войны[4]. Среди экспонатов хранятся фотографии, кубки и другие награды[4].
- Третий — посвящён формированию милиции с начала XX века по 1960-е годы. В экспозиции зала есть документы, фотографии и восковые фигуры[2].

## Музей истории донецкой полиции
4 июля 2019 года в Мариуполе был открыт Музей истории органов внутренних дел Донецкой области. В открытии приняли участие начальник полиции Донецкой области Николай Семенишин, председатель Донецкой облгосадминистрации Александр Куц, представители Мариупольского горсовета, ветераны МВД и родные погибших работников правоохранительных органов.